# رده‌بندی کتابخانه کنگره

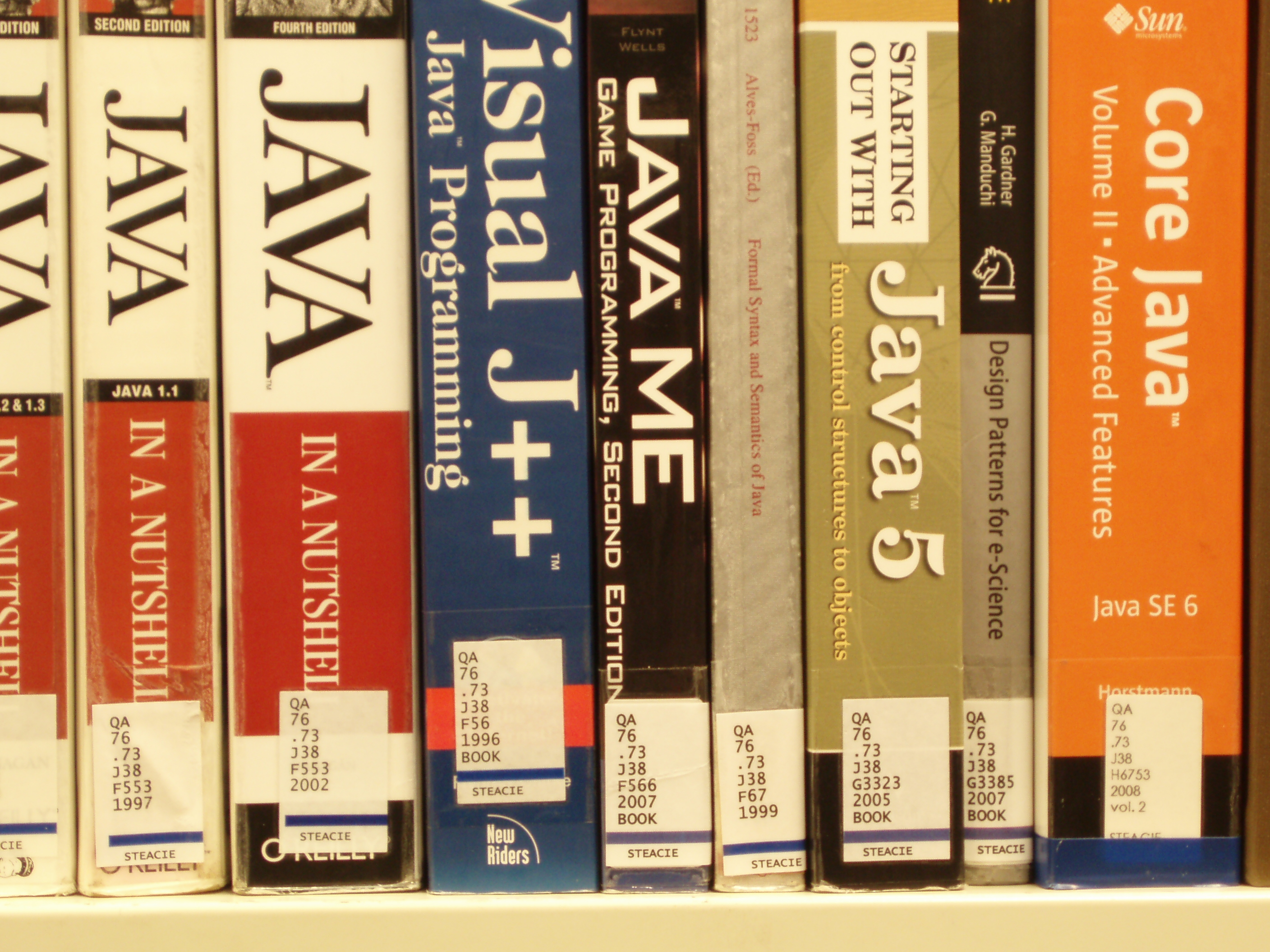
برنامه‌نویسی جاوای کتاب‌های زیررده QA

رده‌بندی کتابخانه‌ای کنگره (LCC)، روشی برای رده‌بندی موضوع کتب و دانش‌ها است و به جای کدگذاری شماره، یک یا چند حرف انگلیسی را برای ترتیب موضوعات کلی در نظر گرفته و از اعداد برای توسعه آن بهره برده‌است.
این رده‌بندی اساس نظام رده‌بندی کتابخانه کنگره آمریکا است. این طرح متشکل از ۲۱ رده در قالب حروف الفبای انگلیسی است و در حال حاضر از ۲۶ حرف الفبای انگلیسی، حروف I,O،W,X،Y در این رده‌بندی به کار نمی‌رود و برای گسترش‌های آینده ذخیره شده‌اند. این نظام، موضوعی و ساختار آن به صورت سلسله مراتبی از کل به جز است و حروف بزرگ در کنار رده اصلی برای رده‌های فرعی به کار می‌رود. همچنین برای تقسیمات فرعی از اعداد صحیح استفاده می‌شود. در زبان فارسی گسترش‌هایی بر رده کتابخانه کنگره انجام شده‌است که شامل گسترش تاریخ ایران، زبان و ادبیات ایرانی، فلسفه اسلامی، اسلام و هنرها و صنایع ظریف ایران است.

## رده‌های اصلی
| حروف | موضوعات رده‌های اصلی بیست و یک‌گانه                     |
| ---- | ----------------------------------------------------- |
| A    | کلیات                                                 |
| B    | فلسفه، روان‌شناسی، دین                                 |
| C    | علوم وابسته به تاریخ                                  |
| D    | تاریخ جهان، اروپا، آسیا، آقریقا استرالیا، نیوزلند و … |
| E    | تاریخ ایالات متحده آمریکا                             |
| F    | تاریخ محلی ایالات متحده آمریکا، تاریخ قاره آمریکا     |
| G    | جغرافیا، مردمشناسی، سرگرمی‌ها                          |
| H    | علوم اجتماعی                                          |
| J    | علوم سیاسی                                            |
| K    | حقوق                                                  |
| L    | آموزش و پرورش                                         |
| M    | موسیقی                                                |
| N    | هنرهای زیبا                                           |
| P    | زبان و ادبیات                                         |
| Q    | علوم طبیعی و ریاضی                                    |
| R    | پزشکی                                                 |
| S    | کشاورزی                                               |
| T    | تکنولوژی                                              |
| U    | علوم نظامی                                            |
| V    | علوم دریایی                                           |
| Z    | کتابشناسی، کتابداری، منابع اطلاعاتی                   |
| #    | رده‌های گسترش اسلام و ایران↓                           |
| BP   | اسلام                                                 |
| BBR  | فلسفه اسلامی                                          |
| DSR  | تاریخ ایران                                           |
| PIR  | زبان و ادبیات فارسی                                   |
| NP   | هنرها و صنایع ظریف ایران                              |

## رده‌های گسترش یافته

### A - کلیات
- AC - مجموعه آثار و پی‌آیندها
- AE - دائرةالمعارف‌های عمومی
- AG - واژه‌نامه‌های عمومی
- AI - نمایه‌نامه‌های عمومی
- AM - موزه‌ها، مجموعه‌ها
- AN - روزنامه‌ها
- AP - نشریات ادواری
- AS - مجامع علمی
- AY - سال‌نامه‌ها، راهنماها
- AZ - تاریخ تحقیق و یادگیری

### B - فلسفه، روان‌شناسی، مذهب
- BC - منطق
- BD - فلسفه نظری
- BF - روان‌شناسی
- BH - زیبایی‌شناسی
- BJ - اخلاق
- BL - مذاهب، اسطوره‌شناسی
- BM - یهودیت
- BP - اسلام، بهائیت، عرفان
- BQ - بودائیسم
- BR - مسیحیت
- BS - انجیل
- BT - خداشناسی آیینی
- BV - خداشناسی عملی

### C - علوم وابسته به تاریخ
- CB - تاریخ تمدن
- CC - باستان‌شناسی
- CD - مدارک سیاسی، آرشیو
- CE - تقویم، گاه‌شناسی
- CJ - سکه‌شناسی، مدال‌شناسی
- CN - کتیبه‌ها، کتیبه‌شناسی
- CR - نشان‌های خانوادگی
- CS - تبارنامه‌شناسی
- CT - فرهنگنامه، سرگذشت‌نامه

### D - تاریخ
- DA - بریتانیا
  - DAW ـ اروپای مرکزی
- DB - اتریش، لیختن‌اشتاین، چکسلواکی، مجارستان
- DC - فرانسه، آندورا، موناکو
- DD - آلمان
- DE - جهان یونانی رومی
- DF - یونان
- DG - ایتالیا، مالت
- DH - بلژیک، لوکزامبورگ
- DJ - هلند و اروپای غربی
- DK - روسیه، اتحاد شوروی جمهوری‌های شوروی سابق، لهستان
- DL - اسکاندیناوی (دانمارک، ایسلند، نروژ، سوئد)
- DP - پرتغال، اسپانیا
- DQ - سوئیس
- DR - اروپای شرقی، شبه جزیره بالکان
- DS - آسیا

- DSR - تاریخ ایران

- DT - آفریقا
- DU - اقیانوسیه
- DX - کولی‌ها

### G - جغرافیا، مردمشناسی، سرگرمی‌ها
- GA - جغرافیای ریاضی، نقشه‌برداری
- GB - جغرافیای فیزیکی
- GC - اقیانوس‌شناسی
- GF - بوم‌شناسی انسانی، جغرافیای جمعیت
- GN - جمعیت‌شناسی
- GR - فرهنگ مردم
- GT - آداب و رسوم
- GV - سرگرمی و تفریح

### H - علوم اجتماعی
- HA - آمار
- HB - نظریه اقتصادی، جمعیت‌شناسی
- HC - تاریخ و اوضاع اقتصادی کشورها
- HD - صنایع، کاربری زمین، کار و کارگر
- HE - ترابری و ارتباطات
- HF - تجارت و بازرگانی
- HG - امور مالی، بانک، بیمه
- HJ - مالیه عمومی
- HM - جامعه‌شناسی
- HN - تاریخ، شرایط، مسائل و نوسازی اجتماعی
- HQ - خانواده، ازدواج، زنان
- HS - انجمن‌ها، جوامع
- HT - جمعیت‌ها، طبقات، نژادها
- HV - آسیب‌شناسی اجتماعی، رفاه اجتماعی، جرم‌شناسی
- HX - سوسیالیسم، کمونیسم، آنارشیسم

### J - علوم سیاسی
- JA - آمار عمومی (کلیات)
- JC - نظریه سیاسی، حکومت، حکومت‌ها در گذر تاریخ
- JF - حکومت و مدیریت جامعه محلی و شهری
- JK - نهادهای سیاسی
- JS - حکومت محلی
- JV - مستعمرات و استعمارگری
- JX - قوانین بین‌الملل
- JZ - روابط بین‌الملل

### K - حقوق
- KD - حقوق انگلستان و ویلز
- KE - حقوق کانادا
- KF - حقوق ایالات متحده
- KJ - حقوق فرانسه
- KK - حقوق آلمان

- KMH - حقوق ایران

- KZ - حقوق ملل

### L - آموزش و پرورش
- LA - تاریخ آموزش و پرورش
- LB - نظریه و کاربرد آموزش و پرورش
- LC - جنبه‌های مختلف آموزش و پرورش
- LD - موسسات آموزشی[۲]
- LH - مجلات و گزارش‌های دانشگاه‌ها
- LJ - انجمن‌های دانشجویی
- LT - متون درسی

### M - موسیقی
- ML - آثار موسیقی
- MT - آموزش موسیقی

### N - هنرهای تجسمی
- NA - معماری
- NB - پیکرتراشی
- NC - طراحی
- ND - نقاشی
- NE - چاپ
- NK - هنرهای تزیینی
- NX - هنرها (به‌طور جامع)

### P - زبان‌شناسی و ادبیات
- PA - زبان و ادبیات یونانی، زبان و ادبیات لاتین
- PB - زبان‌های جدید و زبان‌های سلتی
- PC - زبان‌های رومی
- PD - زبان‌های ژرمنی و اسکاندیناویایی
- PE - زبان‌های انگلیسی
- PF - زبان‌های هلندی و آلمان غربی
- PG - زبان‌های اسلاوی، بالتی، آلبانیایی
- PH - زبان‌های اورالی و باسکی

- PIR - زبان و ادبیات ایرانی (فارسی)

- PK - ارمنی، قفقازی
- PL - زبانهای آسیا شرقی، اقیانوسیه، آفریقا
- PN - تاریخ ادبیات، مجموعه‌ها
- PQ - ادبیات فرانسه، ادبیات ایتالیایی، ادبیات اسپانیایی و ادبیات پرتغالی
- PR - ادبیات انگلستان
- PS - ادبیات آمریکا
- PT - ادبیات آلمان، هلند، اسکاندیناوی
- PZ - داستان و ادبیات نوجوانان

### Q - علوم
- QA - ریاضیات و علوم کامپیوتر
- QB - نجوم
- QC - فیزیک
- QD - شیمی
- QE - زمین‌شناسی
- QH - تاریخ طبیعی
- QK - گیاه‌شناسی
- QL - جانورشناسی
- QM - کالبدشناسی انسانی
- QP - فیزیولوژی
- QR - میکروبیولوژی (زیست‌شناسی میکروبی)

### R - پزشکی
- RA - جنبه‌های عمومی پزشکی
- RB - پاتولوژی (آسیب‌شناسی)
- RC - پزشکی داخلی
- RD - جراحی
- RE - چشم‌پزشکی
- RG - زنان و مامایی
- RJ - کودکان
- RK - دندان پزشکی
- RL - پوست‌شناسی
- RM - درمان. داروشناسی
- RS - داروسازی و داروهای گیاهی
- RT - پرستاری
- RV - پزشکی گیاهی
- RX - هومیوپاتی
- RZ - دیگر نظام‌های پزشکی

### S - کشاورزی
- SB - کشت گیاه
- SD - جنگل‌داری
- SF - پرورش حیوانات و دام
- SH - شیلات، پرورش آبزیان
- SK - شکار

### T - فناوری
- TA - مهندسی (کلیات)، مهندسی عمران
- TC - مهندسی هیدرولیک (آبیاری)
- TD - فناوری زیست‌محیطی، مهندسی بهداشت
- TE - مهندسی راه
- TF - مهندسی راه‌آهن
- TG - پل‌سازی (مهندسی پل)
- TH - ساختمان‌سازی
- TJ - مهندسی مکانیک و ماشین‌آلات
- TK - مهندسی برق، الکترونیک، مهندسی هسته‌ای
- TL - وسایل نقلیه موتوری، فضانوردی
- TN - مهندسی معدن، متالورژی
- TP - فناوری شیمیایی (مهندسی شیمی)
- TR - عکاسی
- TS - فراورده‌های صنعتی
- TT - صنایع دستی
- TX - اقتصاد خانواده (خانه‌داری)

### U - علوم نظامی
- UA - نیروهای نظامی (سازماندهی، توزیع، موقعیت نظامی)
- UB - مدیریت نظامی
- UC - تعمیر و نگهداری و ترابری
- UD - پیاده‌نظام
- UE - سواره نظام زره پوش‌ها
- UF - توپخانه
- UG - مهندسی نظامی
- UH - سایر خدمات نظامی

### V - علوم دریایی
- VA - نیروی دریایی، سازماندهی، توزیع، موقعیت دریایی
- VB - مدیریت نیروی دریایی
- VC - پشتیبانی نیروی دریایی
- VD - پرسنل نیروهای دریایی
- VE - نیروهای دریایی
- VF - توپخانه دریایی
- VG - خدمات جانبی نیروی دریایی
- VK - دریانوردی، کشتی‌های تجاری
- VM - معماری دریایی، کشتی‌سازی، مهندسی دریایی

### Z - کتابشناسی و کتابداری
کتابشناسی و کتابداری، کتاب، صنعت کتاب، نشر و نشریات، اصلاحنامه، پایان‌نامه، تاریخ کتاب و دایرةالمعارف و کتابخانه‌های جهان، گزیده مقالات و نمایه سازی
- ZA - منابع اطلاعاتی (عمومی)

## رده‌های گسترش اسلام و ایران

### BP - اسلام
- BP 1 - کلیات
- BP 14 - تاریخ [دین] اسلام
- BP 21 - سرگذشت نامه‌ها (زندگینامه چهارده معصوم، صحاه و تابعین، زنان بزرگ اسلامی، شخصیتها و علمای بزرگ اسلامی)
- BP 58 - قرآن و علوم قرآنی
- BP 90 - تفسیر قرآن
- BP 106 - حدیث
- BP 147 - فقه و اصول
- BP 200 - کلام و عقاید (مسائل کلامی)
- BP 235 - فرق اسلامی (تاریخ، عقیده و آدااب و رسوم)
- BP 246 - اخلاق اسلامی
- BP 256 - آداب و رسوم
- BP 274 - تصوف و عرفان
- BP 300 - بهاییت[۳]

### BBR - فلسفه اسلامی
- 1 BBR - کلیات فلسفه اسلامی
- 61 BBR - تاریخ فلسفه اسلامی و فیلسوفان[۴]

### DSR - تاریخ ایران
- 1 DSR - کلیات تاریخی، مجموعه‌ها (پی آیندها و…)
- 140 DSR - تاریخ ایران پیش از اسلام
- 510 DSR - تاریخ ایران پس از اسلام
- 1463 DSR - دورهٔ معاصر، قیامها، حکومت پهلوی
- 1547 DSR - انقلاب اسلامی (وقایع)
- 1570 DSR - جمهوری اسلامی، امام خمینی، نهادهای انقلابی
- 1570 DSR - امام خمینی
- 1595 DSR - جنگ ایران و عراق،
- 1649 DSR - سیاست خارجی و احزاب
- 1690 DSR - سید علی خامنه ای (رهبر)
- 1705 DSR - روسای جمهور ایران
- 2071 DSR - تاریخ شهرهای ایران
- 2131 DSR - مناطق طبیعی ایران[۵]